# David Lazar
David Beniamin Lazar (n. 8 august 1991, Oradea, România) este un fotbalist român, care joacă pe post de portar la Gloria Buzău în SuperLiga României, împrumutat de la Universitatea Craiova. Pe plan internațional, are prezențe la națională pentru România Sub-21 și România.